# Koen De Vleeschauwer
Koen De Vleeschauwer (12 mei 1971) is een Belgisch voormalig betaald voetballer die hetzij rechts, hetzij centraal op het middenveld speelde.
De Vleeschauwer kwam uit in de Eerste klasse voor Eendracht Aalst, Excelsior Mouscron en SV Roeselare, daarvoor speelde hij ook nog voor KSV Sottegem (1980-1993) en FCN Sint-Niklaas (1993-1994). In het seizoen 2018-2019 was hij actief als trainer bij de ploeg waar het voor hem begon, KSV Sottegem.

## Carrière
| seizoen | club                | land   | competitie     | wed. | goals |
| ------- | ------------------- | ------ | -------------- | ---- | ----- |
| 1994/95 | Eendracht Aalst     | België | Jupiler League | 29   | 3     |
| 1995/96 | Eendracht Aalst     | België | Jupiler League | 32   | 1     |
| 1996/97 | Eendracht Aalst     | België | Jupiler League | 27   | 1     |
| 1997/98 | Eendracht Aalst     | België | Jupiler League | 29   | 1     |
| 1998/99 | Excelsior Moeskroen | België | Jupiler League | 14   | 0     |
| 1999/00 | Excelsior Moeskroen | België | Jupiler League | 33   | 1     |
| 2000/01 | Excelsior Moeskroen | België | Jupiler League | 25   | 1     |
| 2001/02 | Excelsior Moeskroen | België | Jupiler League | 38   | 3     |
| 2002/03 | Excelsior Moeskroen | België | Jupiler League | 28   | 3     |
| 2003/04 | Excelsior Moeskroen | België | Jupiler League | 30   | 5     |
| 2004/05 | Excelsior Moeskroen | België | Jupiler League | 27   | 4     |
| 2005/06 | KSV Roeselare       | België | Jupiler League | 30   | 3     |
| 2006/07 | KSV Roeselare       | België | Jupiler League | 35   | 8     |
| 2007/08 | KSV Roeselare       | België | Jupiler League | 28   | 1     |